# 카자 (애플리케이션)

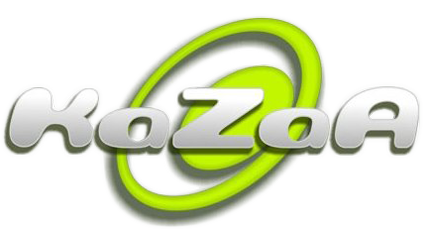

카자 미디어 데스크톱(Kazaa Media Desktop, 처음에는 KaZaA로 사용되었으나 나중에 Kazaa로 변경됨)은 Joltid사의 라이선스를 받은 패스트트랙 프로토콜을 사용하는 P2P 파일 공유 애플리케이션으로 시작하였으며 샤먼 네트웍스에 의해 카자(Kazaa)로 운영되었다. 카자는 에이트린식(Atrinsic)사에 의해 합법적인 음악 구독 서비스로서 라이선스를 받게 되었다. 개발자들 중 잔 탈린(Jaan Tallinn)에 따르면 Kazaa는 카-자(ka-ZAH)로 발음된다.
카자 미디어 데스크톱은 MP3 음악 파일 및 비디오, 애플리케이션, 문서 등 그 밖의 파일 유형을 인터넷 상에서 교환하기 위해 흔히 사용되었다. 카자 미디어 데스크톱 클라이언트는 무료로 다운로드가 가능하였다. 그러나 애드웨어가 번들되었으며 한동안 "스파이웨어 없음"이라는 경고문을 카자의 웹사이트에서 볼 수 있었다. 이 해의 카자 운영 기간 중 샤먼 네트웍스와 관련 사업 파트너들은 저작권 관련 법적 소송의 표적이 되었고 이는 패스트트랙 프로토콜 상에서 카자 미디어 데스크톱을 통해 배포되는 콘텐츠의 저작권과 관련된다.
2012년 8월부로 카자 웹사이트는 더 이상 운영하지 않는다.

## 역사
카자와 패스트트랙은 잔 탈린(Jaan Tallinn)을 포함하여 블루문 인터랙티브 출신의 에스토니아의 프로그래머들이 처음에 개발하였으며, 스웨덴의 니클라스 젠스톰(Niklas Zennstrom)과 야누스 프리스(Janus Friis, 나중에 스카이프, Joost, Rdio를 개발함)에 판매되었다. 카자는 2001년 3월 컨슈머 임파워먼트(Consumer Empowerment)라는 네덜란드의 기업에 의해 선보였으며 이는 2001년 7월 냅스터의 종료로 일반화되는 P2P 1세대 종말 시점에 가까운 시기였다.

## 문화 속에서
- 위어드 알 얀코빅은 《Don't Download This Song》에서 카자를 언급하였다.

## 같이 보기
- 뮤토렌트
- 냅스터
- 파이러트베이